# Time Trap
Time Trap è un film del 2017 diretto da Ben Foster e Mark Dennis.

## Trama
Hopper, un professore di archeologia, ha scoperto una serie di gallerie sotterranee in una remota località sperduta mentre era in cerca di una coppia di hippie scomparsi nel 1970. Dopo aver scoperto quello che sembra essere un cowboy del XIX secolo immobile in un tunnel della caverna, torna in città e dissuade due suoi studenti appena diplomati, Taylor e Jackie, dal seguirlo nell'esplorazione.
Due giorni dopo, Hopper non è ancora tornato, e Taylor è preoccupato per la sua incolumità. Taylor e Jackie decidono di andare a cercarlo, insieme alla loro amica Cara, che sta badando alla sorella minore Veeves, e al migliore amico di quest'ultima, un ragazzino cicciottello di nome Furby. Seguendo le tracce di Hopper fino all'entrata della caverna, scoprono una corda utilizzata per calarsi all'interno della stessa, presumibilmente utilizzata dal professore. Furby sceglie di restare in superficie rimanendo al campo base nella jeep del padre di Cara.
Il gruppo si cala nei meandri della caverna e sente alcuni inquietanti strani rumori. Quando Furby non risponde alle loro chiamate radio, Jackie tenta di tornare all'aperto ma la corda si rompe e la ragazza cade infortunandosi a una caviglia. Chiedendo aiuto, ricevono una trasmissione radio molto confusa dall'interno della caverna stessa.
A un bivio di una galleria, scoprono un'apertura in alto nella grotta e sul terreno, Furby, morto con il collo spezzato. Guardando le sue registrazioni video, notano che dalla sua prospettiva sono trascorsi diversi giorni, mentre nella grotta era trascorsa solo un'ora circa. Le sue registrazioni mostrano che ha iniziato a fare ricerche sugli effetti personali degli hippy, scoprendo che in realtà erano i genitori di Hopper e che Hopper sta cercando la sorella scomparsa. I suoi genitori stavano seguendo le leggende della "fonte dell'eterna giovinezza" e ipotizzavano che questo sistema di grotte fosse la radice del mito. Dopo diversi giorni, Furby era sceso nella grotta per recuperare le chiavi della jeep, ma era caduto quando la corda era stata apparentemente tagliata da qualcuno.
Taylor ipotizza che la caverna sia il centro di una distorsione spazio-temporale dove il tempo scorre molto più lentamente rispetto all'esterno. Cara cerca di arrampicarsi per raggiungere l'apertura superiore e uscire all'esterno per attivare il segnale GPS così da chiedere aiuto. Una volta salita in cima e uscita dall'apertura superiore della caverna, scorge un paesaggio desolato senza più alcuna vegetazione e vede nel cielo uno strano oggetto simile a un'astronave. Tornata nella caverna, gli altri ragazzi del gruppo, mettendo a confronto i rispettivi video fatti con i cellulari, confermano la teoria di Taylor. Cara è stata via mezz'ora almeno, ma per gli altri, all'interno della grotta, sono passati solo tre secondi. Guardando nuovamente e più approfonditamente il filmato registrato dalla telecamera portatile di Furby, vengono a sapere che il bambino non era morto sul colpo dopo la caduta, bensì era stato assassinato da mano ignota. Un cavernicolo dell'età della pietra gli ha spezzato il collo. Cara e Taylor deducono che le differenze temporali sono molto più drastiche di quanto sospettassero, e scoprono che pochi secondi nella caverna equivalgono a svariati anni nel mondo esterno (ogni 3 secondi il sole appare da un'apertura sulla volta della caverna in corrispondenza del solstizio), giungendo alla conclusione che devono essere trascorse centinaia se non migliaia di anni da quando sono entrati nella caverna.
Sentendo altri grugniti, Cara si prepara a salire di nuovo in superficie in cerca di aiuto, ma viene interrotta da un altissimo astronauta umanoide che scende attraverso una scala retrattile. Un uomo delle caverne lo attacca improvvisamente, ma l'astronauta lo sottomette in modo non letale. Il gruppo fugge solo per trovare un'intera tribù di uomini delle caverne che ispezionano i cadaveri del cowboy e dei genitori di Hopper. Scoperto, Taylor combatte gli uomini delle caverne e viene ucciso con una pietra. L'astronauta ritorna, protegge gli altri dagli uomini delle caverne, quindi colloca Taylor in una pozza d'acqua, che lo guarisce del tutto. Altri uomini delle caverne attaccano e l'astronauta viene ferito a morte, ma usa i suoi ultimi istanti di vita per mostrare al gruppo una serie di vecchi filmati multimediali dove viene riportata la notizia della loro scomparsa e viene rivelato che gli umani hanno abbandonato la Terra e sono diventati una razza che viaggia nello spazio.
Taylor, armatosi della pistola del cowboy, trova Hopper ferito steso davanti a un'altra dilatazione temporale, che contiene la sorella di Hopper e una battaglia sospesa nel tempo tra conquistadores e indigeni del XVI secolo per il controllo di una cascata al centro della caverna. Hopper spiega che la dilatazione temporale è più forte in quel punto, rendendo di fatto impossibile salvare sua sorella. Taylor gli dice di aspettarlo lì e che verrà a riprenderlo appena possibile. L'uomo, morente, dice invece di abbandonarlo e intima al gruppo di mettersi in salvo.
Il gruppo di studenti si prepara a lasciare la grotta, usando la scala dell'astronauta attraverso l'apertura sopraelevata. Tuttavia, gli uomini delle caverne li attaccano prima che possano salire; Cara viene trascinata attraverso il portale da esseri dagli artigli grigi prima che possa aiutare i suoi amici. Dal loro punto di vista, riappare subito dopo attraverso il portale, vestita in modo diverso e lanciando meccanismi simili a funi che trascinano via i suoi amici.
Poco tempo dopo, Furby si sveglia, rianimato insieme a Hopper e alla sua famiglia, essendo stato recuperato dalla grotta. Gli altri arrivano, spiegando felicemente che si trovano in un lontano futuro a bordo di una stazione spaziale e hanno molto di cui parlare.

## Produzione
L'idea originaria del film era quella di girare una sorta di finto-documentario ritrovato. Le riprese si svolsero in Texas tra agosto e settembre del 2014. Uno dei due registi, Mark Dennis, citò pellicole degli anni ottanta quali Indiana Jones e I Goonies come fonte d'ispirazione, in particolare disse di essersi ispirato a quel genere di film con effetti speciali non digitali, che puntavano più sui personaggi e sulla storia. L'idea di ambientare gran parte del film in una caverna venne ad entrambi i registi, che erano cresciuti in Texas dove abbondano le grotte, prendendo ispirazione dal film The Descent - Discesa nelle tenebre. Il film è stato girato nelle caverne di Sonora. La premessa venne da un lungo viaggio all'estero fatto da Dennis. Quando egli ritornò negli Stati Uniti svariati anni dopo, incontrando i suoi vecchi amici, restò sorpreso da quanto fossero cambiate le cose nel tempo che era stato via.

## Distribuzione
Time Trap fu presentato in anteprima al Seattle International Film Festival il 19 maggio 2017. A partire dal 13 novembre 2018 fu reso disponibile come video on demand. Attualmente è disponibile sulla piattaforma digitale Netflix.

## Accoglienza
Basato su 13 recensioni da parte di critici professionisti, il film ha un indice di gradimento pari a 62% su Rotten Tomatoes. Su Metacritic ha un punteggio di 46 su 100, basato su quattro recensioni critiche. Gary Goldstein del Los Angeles Times descrisse il film "una manciata di idee intriganti alla ricerca di una narrazione più coesa e congeniale". Pur definendolo un "buon film", Roman Morales del sito web Ain't It Cool News ha scritto che "il ritmo e l'eccessiva esposizione del film gli impediscono di essere eccezionale". Danielle White di Austin Chronicle diede alla pellicola 1 stella e mezzo su 5, commentando: "Semmai, c'è del potenziale sprecato nella trama e nello sviluppo della storia. E, naturalmente, alcuni punti che non hanno senso. Ma è anche molto breve. La maggior parte dei film che trattano argomenti così inebrianti durano tipo tre ore. Una contemplazione ansiosa della storia e della mortalità richiede semplicemente più tempo".